# 砂川誠
砂川 誠（すなかわ まこと、1977年8月10日 - ）は、千葉県習志野市出身の元サッカー選手・サッカー指導者。ポジションはミッドフィールダー。

## 人物
憧れのサッカー選手はヨハン・クライフ。好きなサッカー選手は三浦知良、ロベルト・バッジョ などがいる。コンサドーレ札幌に10年以上在籍した初の選手であり、2009年に札幌を一度も離れることなく引退した曽田雄志に次ぐ「ミスターコンサドーレ」と称される。また、曽田と同様にクラブの激動の時代を支え、J1クラブからのオファーを蹴って札幌に残留した「チーム愛」 や、後述の再契約の経緯にも見られるように、サポーターからの人気は高く、チャント（応援歌）では「俺達の砂川誠」と歌われている。

## 来歴
7歳の時に兄の影響でサッカーを始める。少年時代は読売クラブ（現・東京V）の三浦知良に憧れており、小学生時代は同クラブの下部組織である読売ユースSでプレーした。濱口和明の指導の下でサッカーの技術を磨き第12回全日本少年サッカー大会では全国優勝を経験している。習志野市立第四中学校を経て市立船橋高校に進学。2年生時には第73回全国高等学校サッカー選手権大会で同校の同大会初優勝に貢献した。1995年度の高円宮杯全日本ユース(U-18)ではベスト4入りを果たした。中学、高校時代の1学年下には北嶋秀朗がいる。

### 柏レイソル
1996年、柏レイソルに入団。当時の柏は加藤望をはじめ、ブラジル代表のエジウソン、ブルガリア代表のストイチコフなど、Jリーグでも屈指の攻撃陣を擁し、また、同ポジションには1学年下の大野敏隆という絶対的な存在がおり、両サイドには酒井直樹、平山智規ら日本代表に招集された経験を持つ実力者がいた為、プロ入り後の3年間で公式戦の出場はナビスコカップの1試合に留まった。
1998年に西野朗が監督に就任すると1999年からは徐々に出場機会を与えられるようになり、同年開催のナビスコカップでは、公式戦初ゴールを挙げクラブの同大会初優勝に貢献した1人となる。また、天皇杯でもゴールを挙げ、3回戦以降の全試合に出場しチームのベスト4進出に貢献した。
2000年に入ると外国人選手が不調だった事もあって多くの出場機会を掴み、年間で5ゴールを挙げる活躍を見せ、一時は酒井直樹から右サイドのポジションを奪い定位置を確保するまでに成長を遂げた。その後も柏の貴重なスーパーサブとして多くの試合で起用されチームに貢献していたが、2002年に入ると一転して出場機会が激減した。

### コンサドーレ札幌
2003年、出場機会を求めてオファーのあったコンサドーレ札幌に期限付き移籍。背番号は23を与えられ、移籍した山瀬功治の穴を埋められる選手として期待された。監督のジョアン・カルロスの信頼を得て3月15日J2開幕戦横浜FC戦から先発出場。この試合でチームは敗れたものの移籍後初ゴールを挙げ期待に応える活躍を見せた。8月に監督が張外龍に代わるとシーズン終盤にはフォワードでも起用されるようになり、チームが下位に低迷する中で得点源としても活躍し、最終的にリーグ戦ではチーム得点王の堀井岳也の8得点に次ぐ6得点を挙げ、同年開催の天皇杯でも2得点を挙げた。シーズン終了後の12月30日に期限付き移籍の延長が札幌・柏双方から発表され、翌シーズンも引き続き札幌で戦う事になった。
2004年からは背番号を8に変更。クラブが前年末に五段階計画を表明し、新人選手を8人獲得するなど若手の育成に方針転換を図った事で、この年から新監督に就任した柳下正明による意向の下、大森健作と共に若手を牽引する中心選手としてサブリーダーを任された。この年も開幕戦から先発出場を続け、シーズン半ばには怪我による離脱を経験し、また新人で同ポジションの上里一将、桑原剛の台頭があったものの、以降も主力選手として不動のトップ下を担いチームを牽引した。しかし、若手中心の布陣の為勝ち星を挙げられずシーズン序盤からチームの成績は最下位に沈み、自身のゴールも6月12日J2第17節大宮戦と9月11日J2第33節仙台戦で挙げた2得点に留まった。
2005年1月6日に札幌へ完全移籍する事が発表された。このシーズンも主力選手として起用され開幕戦から先発出場を果たすと、3月19日J2第3節草津戦でシーズン初ゴールをオーバーヘッドで挙げ勝利に貢献。以降、両サイドの和波智広、岡田佑樹、同じくトップ下を組む三原廣樹、上里一将と攻撃的な中盤を構成しその核として攻撃を牽引した。6月25日のJ2第18節横浜FC戦では前半6分にクラブ通算500得点目となる中山元気のゴールをアシストし、同時にクラブ通算100勝目となる勝利に貢献した。8月に入るとひざ痛が悪化し戦列を離れたが、復帰後のシーズン終盤には11月23日J2第42節甲府戦、続く11月26日J2第43節鳥栖戦で2試合連続ゴールを挙げるなどJ1昇格を争うチームの攻撃の原動力となった。
2006年はこの年に25得点を挙げるフッキ、次いで9得点ずつ挙げる相川進也、石井謙伍らを前線に据え、攻撃的な中盤のポジションを西谷正也と共に担い多くの得点機を演出。自身も年間でキャリアハイとなる公式戦9ゴールを挙げた。シーズン序盤こそ調子が上がらなかったものの、4月15日J2第9節湘南戦でシーズン初ゴールを挙げ、5月27日のJ2第18節柏戦では2002年まで所属した古巣を相手に恩返しゴールを挙げた。7月12日に開催されたJ2第27節でJリーグ通算200試合出場を達成。この試合でも先発出場し勝利に貢献したが対戦相手は奇しくも古巣の柏レイソルだった。同年開催の天皇杯では2回戦以降の全試合に出場。5回戦の新潟戦では2ゴールを挙げるなどクラブ史上同大会初のベスト4入りの原動力となった。
2007年は新監督に就任した三浦俊也の戦術的な構想 と、プロ2年目の藤田征也の台頭もあって先発出場の機会は減少し、リーグ戦の大半を途中交代で試合終盤や攻撃に手こずった際などに流れを変える切り札として投入された。そうした起用方法がチームの成績をシーズン序盤から首位を独走させるなど好調を維持させていた 事もあって、シーズン初ゴールは4試合目の先発起用となった8月5日のJ2第32節草津戦まで持ち越しとなった。夏場以降はチームの成績が低迷し勝ち星を重ねられなくなるが、少ない出場時間の中において多くの得点を演出する など、決定的な働きを見せ札幌のJ2優勝に貢献。札幌に移籍後5年目にして悲願を果たした。
2008年、柏時代以来となったJ1の舞台は三浦体制2年目の下、プロ3年目の西大伍、同じく2年目の岡本賢明が台頭した事に加え、クライトンの加入もあって攻撃的な中盤のポジション争いは激化したが、3月に藤田征也が怪我で離脱した 事もあって前年よりも多くの試合で先発起用された。シーズン初ゴールを3月20日のナビスコカップ予選リーグ第1節柏戦で古巣を相手に挙げると、4月29日J1第9節浦和戦で自身にとって実に7年ぶりとなるJ1でのゴールを挙げたが、このシーズンに公式戦で挙げた得点はこの2ゴールに留まった。それを象徴するかのように、チームの成績も夏場以降は1つも勝ち星を挙げられない事態に陥ってしまい、10月19日J1第29節の柏戦で古巣相手に敗れJ2降格が決定した。
2009年、この年より新しく監督に石崎信弘が就任するが、西大伍が主力に成長したのと藤田征也が復調した事に加えて、プロ2年目の宮澤裕樹が積極的に攻撃的な中盤でも起用された事、夏場以降は高校3年生で2種登録選手の古田寛幸が先発起用された事もあって、リーグ戦の殆どの試合を途中交代で起用された。3月15日J2第2節鳥栖戦の後半23分にダニルソンに代わり途中出場を果たすと後半41分にシーズン初ゴールを挙げ、5月5日J2第13節栃木戦の後半15分に岡本賢明に代わり途中出場を果たすと後半43分にクライトンの決勝ゴールをアシストする など、限られた出場時間の中でチームを勝利を導く働きを見せ、また、主力選手の不在時にはその代役を努めゴールも挙げた。
2010年に入ると、前年にJ2リーグ戦で18得点を挙げ攻撃的な中盤のポジションも務められる内村圭宏が移籍加入した事、古田寛幸が主力に成長し活躍した事、また、自身も腰痛の影響が長引いた事などもあって出場機会は大きく減少する。依然としてスーパーサブを担い全試合にベンチ入りしていたもののチームは苦戦し下位に低迷した。そうした経緯もあり11月4日には自身の年俸がチーム財政を圧迫することを懸念し 自ら札幌の退団を表明。同月28日はクラブから正式に退団が発表された。そうして迎えた12月4日J2最終節熊本戦に先発出場。前半31分に高校3年生の2種登録選手である三上陽輔のゴールをアシストし、後半19分には自身にとってプロ入り後初となる直接フリーキックを決め、4-0の勝利に大きく貢献し札幌での8年間に渡る戦いを終えた。ところが、シーズンオフに入るとチーム主力選手の大量流出 でチーム編成すらままならない事態に陥りクラブは砂川に再契約を打診した。砂川は既に他クラブからのオファーを受け移籍を決意していたもののこの打診を受諾する。12月25日にクラブから正式に再契約の旨が発表され、翌シーズンも札幌で戦う事が決まった。この再契約発表時の公式リリースで砂川は「再契約したことを後悔させないようなプレーを来季したいと思います」とコメントするが、翌年これを有言実行する事となる。
2011年、開幕前のファン交流イベントでは前年最終節に感動的な餞別を受けた事 を引き合いに「恥ずかしながら帰って参りました！」とコメントし、この日駆け付けたファンを沸かせた。このシーズンは移籍した西嶋弘之から札幌の選手会長の職を引き継ぎ、リーグ戦が開幕するとゴールこそ2得点に留まったが、全試合に出場し（うち先発出場は27試合）、リーグ3位の9アシストを挙げる など数多くの得点シーンに絡む大車輪の活躍を見せ、札幌をJ1昇格に導く立役者の一人となった。また、5月8日J2第11節の熊本戦では、後半12分に古田寛幸に代わり途中出場を果たした事で札幌でのリーグ戦300試合出場を達成。11月12日のJ2第35節大分戦ではJリーグ通算400試合出場を達成。11月26日のJ2第37節湘南戦では、史上10人目となるJ2通算300試合出場を達成した。
2012年も契約更新の旨が発表された事でクラブ所属10年目を迎え、コンサドーレ史上初めて10年以上続けて在籍した選手となる。しかし、札幌で迎えた2度目のJ1の舞台は、チームが史上最速降格記録を更新し、砂川自身にとっても年間を通して度重なる足首の負傷に悩まされた事でコンディションが上がらず、札幌に移籍後初めてゴールを挙げられないシーズンになるなど非常に苦しいものとなった。3月10日、J1開幕戦の磐田戦の後半40分に近藤祐介に代わり途中出場したが、この試合で負傷し5月まで戦列を離れた。以降はスタメン出場で起用されていたが、チームは一向に勝てずリーグの前半戦で僅か勝ち点4しか積み上げられない事態となり、シーズン後半に入るとハモンの途中加入と、上原慎也、榊翔太が限られた出場時間の中でゴールを挙げ続けた事もあって徐々に出場機会を失った。シーズンオフにはクラブが大幅な緊縮財政を強いられた事で多くの主力選手が去る事となったが
、12月28日には契約を更新した事がクラブから発表され、翌シーズンも引き続き札幌で戦う事となった。
2013年からは新監督に財前恵一が就任。3月3日J2第1節千葉戦でサブメンバーに登録され、両者無得点のまま迎えた後半41分に古田寛幸に代わり途中出場すると、ロスタイムに内村圭宏の決勝ゴールをアシストし、実に7年ぶりとなる札幌の開幕戦勝利に大きく貢献した。シーズン序盤こそ高卒新人の神田夢実、深井一希の台頭もあって出場機会は限られたが、古田寛幸が大怪我を負い長期離脱すると、多くの試合で先発起用され、4月以降は宮澤裕樹、岡本賢明らと、夏場以降はプロ2年目で大活躍する荒野拓馬、同じく3年目の三上陽輔、途中加入のレ・コン・ビンらと攻撃的な中盤を構成しリーグ戦を戦い抜いた。10月20日のJ2第37節山形戦で先発出場を果たし公式戦通算500試合出場を達成。この日のスタンドには「祝500試合 砂川誠 この10年は俺たちの誇り」という巨大な横断幕も登場。この試合では前半25分に日高拓磨の先制点をアシストし、後半16分には左サイドからの直接フリーキックで決勝点となるゴールを挙げ、自身のメモリアルに花を添えた。リーグ戦では最終的にチームトップの6アシストを挙げる活躍を見せたものの、11月17日J2第41節岐阜戦でイエローカードを受けてしまい、最終節の北九州戦を累積警告で出場停止となる事が決定。自身が不在の中、チームは無得点のまま引き分けプレーオフ進出を逃した。シーズン終了後の12月30日にはクラブから契約更新の旨が発表され、札幌での12年目のシーズンを迎える事が決まった。
2014年5月12日、J2第13節愛媛戦で史上6人目となるJ2リーグ戦通算350試合出場を達成した。
2015年は怪我の影響もあり、リーグ戦の出場は無かった。

### FC岐阜移籍、引退
7月17日、FC岐阜への期限付き移籍が発表され、12年半を過ごした札幌を去った。リーグ戦10試合に出場、協定により出場出来なかった札幌戦にもラモス瑠偉の計らいによりチームに帯同した。12月5日、現役引退が岐阜、札幌両クラブから発表された。

### 指導者として
2016年、札幌大学サッカー部のコーチに就任。2018年、北海道コンサドーレ札幌のU-18,17のコーチに就任。
2022年12月25日、トップチームのコーチに就任することが発表される。

## プレースタイル
日本代表、世代別代表共に招集された経験はないが、柏レイソル時代から高いテクニックを持つ選手と評され、コンサドーレ札幌に移籍後も長きに渡りチーム屈指の足下のテクニックを持つ選手として若手を牽引して来た。札幌の攻撃に欠かせない選手であり、毎年多くのアシストを記録するなどパスやクロスの精度も高く、出場した試合ではセットプレーのキッカーも任され数々の得点機を演出する。また、そうした持ち前のテクニックを活かし、試合中では敵陣深くでボールを持った際に、独特の抉るような切り返しで相手選手を翻弄しサポーターを魅了する。その一連のプレーをサポーターやチームメイトからはクライフターンにちなんで「スナイフターン」と呼ばれている。

## 所属クラブ
- 習志野市立第四中学校
- 市立船橋高校
- 1996年 - 2004年 柏レイソル
  - 2003年 - 2004年 コンサドーレ札幌 (期限付き移籍)
- 2005年 - 2015年 コンサドーレ札幌
  - 2015年7月 - 12月 FC岐阜 (期限付き移籍)

## 個人成績
| 国内大会個人成績 | 国内大会個人成績 | 国内大会個人成績 | 国内大会個人成績 | 国内大会個人成績 | 国内大会個人成績 | 国内大会個人成績 | 国内大会個人成績 | 国内大会個人成績 | 国内大会個人成績 | 国内大会個人成績 | 国内大会個人成績 |
| 年度             | クラブ           | 背番号           | リーグ           | リーグ戦         | リーグ戦         | リーグ杯         | リーグ杯         | オープン杯       | オープン杯       | 期間通算         | 期間通算         |
| 年度             | クラブ           | 背番号           | リーグ           | 出場             | 得点             | 出場             | 得点             | 出場             | 得点             | 出場             | 得点             |
| 日本             | 日本             | 日本             | 日本             | リーグ戦         | リーグ戦         | リーグ杯         | リーグ杯         | 天皇杯           | 天皇杯           | 期間通算         | 期間通算         |
| ---------------- | ---------------- | ---------------- | ---------------- | ---------------- | ---------------- | ---------------- | ---------------- | ---------------- | ---------------- | ---------------- | ---------------- |
| 1996             | 柏               | -                | J                | 0                | 0                | 1                | 0                | 0                | 0                | 1                | 0                |
| 1997             | 柏               | 22               | J                | 0                | 0                | 0                | 0                | 0                | 0                | 0                | 0                |
| 1998             | 柏               | 25               | J                | 0                | 0                | 0                | 0                | 0                | 0                | 0                | 0                |
| 1999             | 柏               | 15               | J1               | 15               | 0                | 4                | 1                | 3                | 1                | 22               | 2                |
| 2000             | 柏               | 15               | J1               | 20               | 5                | 1                | 0                | 2                | 0                | 23               | 5                |
| 2001             | 柏               | 15               | J1               | 23               | 1                | 2                | 0                | 1                | 0                | 26               | 1                |
| 2002             | 柏               | 15               | J1               | 12               | 0                | 3                | 0                | 1                | 0                | 16               | 0                |
| 2003             | 札幌             | 23               | J2               | 34               | 6                | -                | -                | 3                | 2                | 37               | 8                |
| 2004             | 札幌             | 8                | J2               | 34               | 2                | -                | -                | 4                | 0                | 38               | 2                |
| 2005             | 札幌             | 8                | J2               | 37               | 4                | -                | -                | 1                | 0                | 38               | 4                |
| 2006             | 札幌             | 8                | J2               | 43               | 7                | -                | -                | 4                | 2                | 47               | 9                |
| 2007             | 札幌             | 8                | J2               | 42               | 2                | -                | -                | 1                | 0                | 43               | 2                |
| 2008             | 札幌             | 8                | J1               | 32               | 1                | 6                | 1                | 1                | 0                | 39               | 2                |
| 2009             | 札幌             | 8                | J2               | 46               | 3                | -                | -                | 2                | 0                | 48               | 3                |
| 2010             | 札幌             | 8                | J2               | 27               | 1                | -                | -                | 2                | 1                | 29               | 2                |
| 2011             | 札幌             | 8                | J2               | 38               | 2                | -                | -                | 0                | 0                | 38               | 2                |
| 2012             | 札幌             | 8                | J1               | 17               | 0                | 2                | 0                | 1                | 0                | 20               | 0                |
| 2013             | 札幌             | 8                | J2               | 36               | 3                | -                | -                | 3                | 1                | 39               | 4                |
| 2014             | 札幌             | 8                | J2               | 29               | 4                | -                | -                | 1                | 0                | 30               | 4                |
| 2015             | 札幌             | 8                | J2               | 0                | 0                | -                | -                | -                | -                | 0                | 0                |
| 2015             | 岐阜             | 44               | J2               | 10               | 0                | -                | -                | 0                | 0                | 10               | 0                |
| 通算             | 日本             | 日本             | J1               | 119              | 7                | 19               | 2                | 9                | 1                | 147              | 10               |
| 通算             | 日本             | 日本             | J2               | 376              | 34               | -                | -                | 21               | 6                | 397              | 40               |
| 総通算           | 総通算           | 総通算           | 総通算           | 495              | 41               | 19               | 2                | 30               | 7                | 544              | 50               |

- Jリーグ初出場　1999年3月13日 J1 1st 第2節 vsアビスパ福岡 (博多球)
- Jリーグ初得点　2000年4月5日 J1 1st 第5節 vsサンフレッチェ広島F.C (広島ス)

## 指導歴
- 2016年 - 2017年 札幌大学サッカー部 コーチ
- 2018年 - 北海道コンサドーレ札幌
  - 2018年 アカデミーグループコーチ(U-18,U-17担当)
  - 2019年 アカデミーグループコーチ(札幌U-14担当)
  - 2020年 - 2021年 アカデミーグループコーチ(札幌U-15担当)
  - 2022年 アカデミーグループコーチ(U-18担当)※トランジションコーチ兼任
  - 2023年 - トップチーム コーチ